# Oxypoda cuneiceps
Oxypoda (Podoxya) cuneiceps – gatunek chrząszcza z rodziny kusakowatych i podrodziny Aleocharinae.

## Taksonomia
Gatunek ten opisany został w 2011 roku przez Volkera Assinga na podstawie dwóch okazów samców. Jego epitet gatunkowy pochodzi z łaciny i oznacza klinogłowy nawiązując do charakterystycznego kształtu tej części ciała.

## Opis
Chrząszcz o ciele długości od 3,6 do 4 mm, ubarwiony czarniawo, z wyjątkiem nieco jaśniejszego wierzchołka odwłoka i ciemnobrązowych odnóży o lekko rozjaśnionych stopach. Głowa nieco klinowatego kształtu, rozszerzona z tyłu i o raczej wyraźnych kątach tylnych; wyraźnie i gęsto punktowana. Pierwszy i drugi człon czułków zbliżonej wielkości, trzeci węższy i nieco dłuższy od drugiego, czwarty mniej więcej tak długi jak szeroki, człony od piątego do dziewiątego 1,5 raza szersze niż długie, dziesiąty od dziewiątego wyraźnie dłuższy i niej poprzeczny, a jedenasty prawie tak długi jak człony od ósmego do dziesiątego razem wzięte. Przedplecze około 1,35 raza tak szerokie jak długie, gęsto punktowane, o bokach zbieżnych w przedniej połowie i prawie równoległych w tylnej, pokryte krótkim owłosieniem brązowawej barwy. Szerokość pokryw wynosi około 1,2, a ich długość wzdłuż szwu około 1,15 długości przedplecza. Ósmy i siódmy segment odwłoka ścięty. Tergity od trzeciego do piątego z bardzo płytkim wgnieceniem z przodu. Środkowy płat edeagusa i paramery o bardzo specyficznej budowie. Edeagus o wyrostku brzusznym silnie zakrzywionym, opatrzonym zębem nasadowym.

## Rozprzestrzenienie
Gatunek palearktyczny, endemiczny dla Iranu, znany wyłącznie z rejonu góry Kuh-e Lalezar w ostanie Kerman.